# Blessing Oladoye
Blessing Lomi Oladoye (* 4. September 2000) ist eine nigerianische Sprinterin.

## Sportliche Laufbahn
Erste internationale Erfahrungen sammelte Blessing Oladoye bei den Afrikaspielen 2019 in Rabat, bei denen sie mit der nigerianischen 4-mal-400-Meter-Staffel in 3:30,32 min die Goldmedaille gewann.

## Persönliche Bestzeiten
- 400 Meter: 54,03 s, 27. Juli 2019 in Kaduna